# Rhegmatobius strictus
Rhegmatobius strictus is een keversoort uit de familie van de loopkevers (Carabidae). De wetenschappelijke naam van de soort is voor het eerst geldig gepubliceerd in 1891 door Baudi di Selva.